# Cytherois fischeri
Cytherois fischeri är en kräftdjursart som först beskrevs av Georg Ossian Sars 1865.  Cytherois fischeri ingår i släktet Cytherois, och familjen Paradoxostomatidae. Arten är reproducerande i Sverige.